# Communauté d'agglomération des Trois Frontières
La communauté d'agglomération des Trois Frontières (dite CA3F) est une ancienne communauté d'agglomération française, située dans le département du Haut-Rhin et la région Grand Est.
Elle se situe à la frontière entre la France, la Suisse (Bâle) et l'Allemagne (Weil am Rhein).

## Histoire
La communauté de communes des Trois Frontières été créée le 30 octobre 2000, succédant à un district créé en 1974. En 2001 la communauté de communes a fusionné avec le SIPES (Syndicat intercommunal pour la promotion économique et sociale de la région des Trois Frontières) créé en 1960.
Au 1er janvier 2016, la structure intercommunale est transformée en communauté d'agglomération. Elle fusionne avec les communautés de communes voisines (Porte du Sundgau et Pays de Sierentz) le 1er janvier 2017 au sein de Saint-Louis Agglomération, sous-titré « Alsace Trois Frontières », comportant 40 communes,.

## Composition
La communauté d'agglomération groupe 10 communes  (2 communes du canton de Sierentz, 8 communes du Canton de Huningue).
| Nom                 | Code Insee | Gentilé        | Superficie (km2) | Population (dernière pop. légale) | Densité (hab./km2) |
| ------------------- | ---------- | -------------- | ---------------- | --------------------------------- | ------------------ |
| Saint-Louis (siège) | 68297      | Ludoviciens    | 16,85            | 20 228 (2014)                     | 1 200              |
| Bartenheim          | 68021      | Bartenheimois  | 12,86            | 3 834 (2014)                      | 298                |
| Blotzheim           | 68042      | Blotzheimois   | 14,60            | 4 461 (2014)                      | 306                |
| Buschwiller         | 68061      | Buschwillerois | 4,16             | 1 007 (2014)                      | 242                |
| Hégenheim           | 68126      | Hégenheimois   | 6,70             | 3 409 (2014)                      | 509                |
| Hésingue            | 68135      | Hésinguois     | 9,14             | 2 616 (2014)                      | 286                |
| Huningue            | 68149      | Huninguois     | 2,86             | 7 056 (2014)                      | 2 467              |
| Kembs               | 68163      | Kembsois       | 16,45            | 5 023 (2014)                      | 305                |
| Rosenau             | 68286      | Rosenauviens   | 6,47             | 2 300 (2014)                      | 355                |
| Village-Neuf        | 68349      | Villageneuvois | 6,83             | 4 023 (2014)                      | 589                |

## Domaines de compétences
- Actions de développement économique 
  - Aménagement des zones d'activité communautaires (à Kembs, à Rosenau et à proximité de l'échangeur RD105/A35 à Saint-Louis/Hésingue)
- Aménagement de l'espace 
  - Création, aménagement et entretien de la voirie communale
  - Étude de circulation
  - Pistes cyclables intercommunales
  - Plan local de l'habitat
  - Port de plaisance de Kembs
  - Route du SIPES
  - Transports urbains (Distribus)
- Construction, entretien et fonctionnement d'équipements culturels, sportifs et d'enseignement 
  - COSEC (COmplexe Sportif Évolutif Couvert) du collège Gérard-de-Nerval à Huningue
  - Piscine couverte à Village-Neuf
  - Centre Nautique à Saint-Louis (Stade nautique Pierre de Coubertin)
- Participation financière au Service Départemental d'Incendie et de Secours
- Relais assistantes maternelles
- Protection et mise en valeur de l'environnement 
  - Assainissement
  - Collecte et tri des déchets ménagers
- Santé et actions en faveur des personnes âgées
- Tourisme

## Activités en matière de coopération transfrontalière
- Aménagement de la plate-forme du Palmrain, partenaire cofinanceur d'Infobest Palmrain (instance d'information transfrontalière)
- Construction en partenariat avec la ville de Weil am Rhein de la passerelle des Trois Pays sur le Rhin pour piétons et cyclistes entre Huningue et Weil-am-Rhein
- Membre de différentes associations à caractère transfrontalier centre de l'écologie trinationale (projet Regiobogen)
- Membre français de la « Conférence d'Agglomération » (Nachbarschaftskonferenz)
- Organisateur avec les Basler Verkehrsbetriebe d'une ligne de transport urbain Saint-Louis/Bâle
- Participation à la coopération transfrontalière dans les domaines de compétences de la Communauté d'agglomération
- Projet ETB (Eurodistrict Trinational de Bâle, entre les Français, les Allemands et les Suisses)
- Regio du Haut-Rhin, Conseil de la Regio TriRhena

## Partenaires
- Partenaires régionaux : 
  - Suisse :
    - Ville de Bâle
    - Canton de Bâle-ville
    - Canton de Bâle-campagne

  - Allemagne :
    - Ville de Weil am Rhein
    - Arrondissement de Lörrach

  - France :
    - Région Alsace
    - Département du Haut-Rhin
- Partenaires nationaux : État français
- Partenaires européens : Communauté européenne (programmes Interreg II et Interreg III)

## Distribus
Le réseau de bus de la communauté d'agglomération des Trois Frontières se nomme Distribus et est composé de 12 lignes.